# Reino de Kampuchea
El reino de Kampuchea fue un estado con reconocimiento limitado, fundado originalmente como un estado satélite del Imperio del Japón, existió desde el 9 de marzo hasta el 16 de octubre de 1945 en el territorio de la actual Camboya.

## Historia

### Formación bajo amparo japonés
El 9 de marzo de 1945, durante las etapas finales de la Segunda Guerra Mundial, el Imperio colonial japonés derrocó el dominio francés en Indochina. Los administradores coloniales franceses fueron relevados de sus posiciones y se ordenó a las fuerzas militares francesas que se desarmaran. Los japoneses esperaban revivir el débil apoyo de las poblaciones locales al esfuerzo bélico de Tokio alentando a los gobernantes nativos a proclamar la independencia. El 13 de marzo, el joven rey Norodom Sihanouk proclamó un reino independiente de Kampuchea (mientras cambiaba el nombre oficial del país en francés de Cambodge a Kampuchea en jemer) a raíz de una solicitud formal de los japoneses. Poco después, el gobierno japonés ratificó nominalmente la independencia de Camboya y estableció un consulado en Nom Pen, la capital del nuevo país. El decreto de Sihanouk eliminó los tratados anteriores entre Francia y Camboya y prometió la cooperación y alianza de su país recién independizado con Japón. El nuevo gobierno acabó con la romanización del idioma jemer que la administración colonial francesa estaba empezando a imponer y restableció oficialmente la escritura jemer. Esta medida tomada por la autoridad gubernamental de corta duración sería popular y duradera, ya que desde entonces ningún gobierno de Camboya ha tratado de romanizar el idioma jemer nuevamente. Otros cambios incluyeron la reinstalación del calendario lunar budista.
Norodom Sihanouk inicialmente también se desempeñó como primer ministro desde el 18 de marzo de 1945. Sin embargo, Son Ngoc Thanh, otro de los hombres detrás de Nagaravatta que había huido a Japón después de las manifestaciones antifrancesas de 1942, había regresado en abril de 1945 para servir como ministro de Relaciones Exteriores. Son Ngoc Thanh asumiría el cargo de primer ministro después de la rendición de Japón, sirviendo hasta la restauración francesa en octubre de 1945.

### Colapso y reincorporación a Francia
La ocupación japonesa de Camboya terminó con la rendición oficial de Japón en agosto de 1945. Después de que las unidades militares aliadas entraran en Camboya, las fuerzas militares japonesas presentes en el país fueron desarmadas y repatriadas. Los franceses pudieron restablecer la administración colonial en Nom Pen en octubre del mismo año. Después de arrestar a Son Ngoc Thanh por colaborar con los japoneses el 12 de octubre, las autoridades coloniales francesas lo exiliaron a Francia, donde vivía bajo arresto domiciliario. Algunos de sus partidarios pasaron a la clandestinidad y escaparon al noroeste de Camboya controlado por Tailandia, donde finalmente unirían sus fuerzas en un grupo a favor de la independencia, el Khmer Issarak. Este movimiento nacionalista antifrancés y políticamente heterogéneo se organizó con el respaldo de Tailandia, pero luego se dividiría en facciones.